# Сальтенгароа
Сальтенгароа (фар. Saltangará) — город, расположенный на острове Эстурой, одном из островов Фарерского архипелага. Находится на восточном берегу Скоала-фьорда, в центре агломерации Рунавуйка, состоящей из 8 населённых пунктов. В городе расположено единственное почтовое отделение агломерации, а также единственный алкогольный магазин Эстуроя.
Название города состоит из трёх слов древнескандинавского происхождения: salt («соль»), angr («фьорд, бухта») и á («река»).
В городе родился фарерский футболист Йенс Кнудсен.